# ペルピニャン
ペルピニャン（フランス語: Perpignan、カタルーニャ語: Perpinyà カタルーニャ語発音: [pərpiˈɲa] パルピニャー）は、フランス南部、オクシタニー地域圏ピレネー＝オリアンタル県の県庁所在地。周辺のコミューンを含め人口約28万人の都市圏を形成している。フランス領カタルーニャ（北カタルーニャ）の中心都市である。

## 地理
市内をテート川が流れ、川から市内に水を供給する数か所の灌漑用水路がある。
ペルピニャンは、ルシヨン平野 (Plaine du Roussillon) の中央に位置する。フランス・メトロポリテーヌで最も南にある大都市である。南はピレネー山脈、西はコルビエール地方 (Corbières)、東は地中海、北はラバネール川である。

## 気候
地中海性気候であり、冬は温暖で氷点下まで冷え込む日は年4日ほどである。夏は暑くて乾燥するが、北西風トラモンターヌ (en:Tramontane) がしばしば吹き（日に4時間ほど）、夏には新鮮な空気をもたらす。年間平均気温は15.9℃である。夏期の最高気温は30℃を上回る。ペルピニャンのあるルシヨン平野は、フランス有数の暑い地域である。
| ペルピニャンの気候     | ペルピニャンの気候 | ペルピニャンの気候 | ペルピニャンの気候 | ペルピニャンの気候 | ペルピニャンの気候 | ペルピニャンの気候 | ペルピニャンの気候 | ペルピニャンの気候 | ペルピニャンの気候 | ペルピニャンの気候 | ペルピニャンの気候 | ペルピニャンの気候 | ペルピニャンの気候 |
| 月                     | 1月                | 2月                | 3月                | 4月                | 5月                | 6月                | 7月                | 8月                | 9月                | 10月               | 11月               | 12月               | 年                 |
| ---------------------- | ------------------ | ------------------ | ------------------ | ------------------ | ------------------ | ------------------ | ------------------ | ------------------ | ------------------ | ------------------ | ------------------ | ------------------ | ------------------ |
| 平均最高気温 °C （°F） | 12.3 (54.1)        | 13.4 (56.1)        | 15.7 (60.3)        | 17.6 (63.7)        | 21.3 (70.3)        | 25.3 (77.5)        | 28.8 (83.8)        | 28.4 (83.1)        | 25.1 (77.2)        | 20.4 (68.7)        | 15.6 (60.1)        | 13.2 (55.8)        | 19.8 (67.6)        |
| 平均最低気温 °C （°F） | 4.4 (39.9)         | 5.1 (41.2)         | 7.0 (44.6)         | 8.9 (48)           | 12.4 (54.3)        | 16.1 (61)          | 18.8 (65.8)        | 18.8 (65.8)        | 15.6 (60.1)        | 11.9 (53.4)        | 7.6 (45.7)         | 5.3 (41.5)         | 11.0 (51.8)        |
| 降水量 mm （inch）     | 50.6 (1.992)       | 44.8 (1.764)       | 43.5 (1.713)       | 55.9 (2.201)       | 50.1 (1.972)       | 28.3 (1.114)       | 17.1 (0.673)       | 32.0 (1.26)        | 47.3 (1.862)       | 89.8 (3.535)       | 58.6 (2.307)       | 54.4 (2.142)       | 572.4 (22.535)     |
| 平均降雨日数           | 5.2                | 4.7                | 4.5                | 5.9                | 5.5                | 4.1                | 3.0                | 3.9                | 4.2                | 5.1                | 5.1                | 5.3                | 56.5               |
| 平均月間日照時間       | 147.5              | 153.2              | 206.2              | 214.2              | 240.1              | 270.6              | 313.9              | 270.7              | 217.7              | 182.3              | 147.7              | 141.9              | 2,506              |
| 出典：Météo France     |                    |                    |                    |                    |                    |                    |                    |                    |                    |                    |                    |                    |                    |

## 歴史

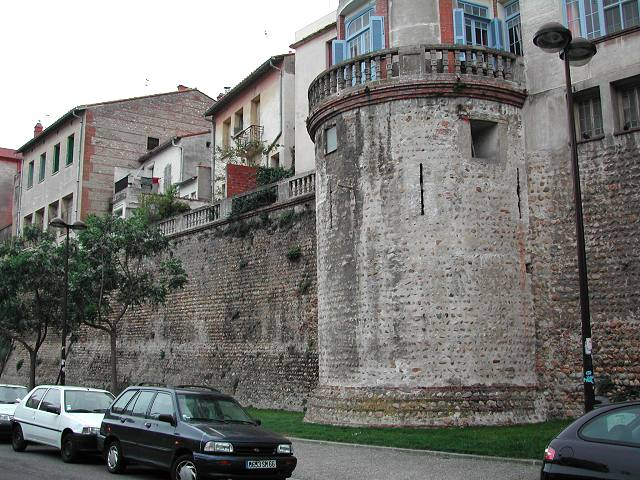
現存する城壁

ローマ時代から人が定住していた。中世のペルピニャンの建設が始まったのは10世紀初め、927年に初めて地名ヴィラ・ペルピニナルム（villa Perpiniarum）として名が現れた。ルサリョー（フランス語ではルシヨン）伯領の本拠地としてである。1172年、ルサリョー伯ジラルドに嗣子がなくルサリョー伯家が断絶するとバルセロナ伯領に吸収され、アラゴン王国の一部となった。1197年、ペルピニャンは半自治的なコミューンとして法令を獲得した。アラゴン王ハイメ1世がマヨルカ王国を建国した1276年から1344年まで、本土にあるペルピニャンが王国の首都として黄金時代を迎えた。王国はバレアレス諸島、ルサリョー、サルダーニャを領有する他、モンペリエ領主でもあった。布地製造、革製品製造、金細工やその他手の込んだ工芸品の中心地として栄えた。アラゴンに対する十字軍遠征が不成功に終わった1285年、フランス王フィリップ3世は、ペルピニャンで病死した。
1344年、アラゴン王ペドロ4世がマヨルカ王国を併合すると、ペルピニャンは再びバルセロナ伯領となった。1349年にはペルピニャン大学が設立された。数年の後、ペルピニャンは黒死病の流行で人口のおよそ半分を失った。1463年、ルイ11世に攻撃され占領された。1473年、フランス支配に対する暴動は長い包囲戦の後無慈悲に弾圧された。しかし1493年、イタリア侵攻を自由に行うためにシャルル8世はカスティーリャ王国を懐柔しようと、ペルピニャンをフェルナンド2世（カスティーリャ王家であるトラスタマラ家と同族）へ割譲した。
1642年9月、三十年戦争の最中にフランス軍が再び包囲しペルピニャンを占領した。1659年、ピレネー条約によってペルピニャンを含むルサリョーはフランス領となった。

## 人口統計
| 1962年 | 1968年  | 1975年  | 1982年  | 1990年  | 1999年  | 2006年  | 2012年  |
| ------ | ------- | ------- | ------- | ------- | ------- | ------- | ------- |
| 83 025 | 102 191 | 106 426 | 111 669 | 105 983 | 105 115 | 115 326 | 120 489 |

source=1999年までLdh/EHESS/Cassini、2004年以降INSEE

## 史跡・行事
- サン＝ジャン＝バティスト大聖堂 (Cathédrale Saint-Jean-Baptiste de Perpignan) - 1324年から1509年にかけて建設された。
- マヨルカ王国の王城 - 13世紀に建てられた。城壁はルイ11世とシャルル5世によって強化され、17世紀にはルイ14世に仕えた軍人ヴォーバンによって改善が加えられた。市街を取り囲んでいた城壁は、1904年に市域の拡大によって破壊され、現在は一部が残る。
- セメーヌ・サント（Semaine Sainte） - カトリック教会の聖週間のこと。Sanchと呼ばれる礼拝行進が行われる。
- 中世市（Le marché médiéval） - 毎年9月に開催。

- サン＝ジャン＝バティスト大聖堂
- カタルーニャ時代の旧ジャナラリター（市代表部）庁舎
- 2007年のセメーヌ・サント。告解者の扮装で練り歩く
- 中世市で糸紡ぎの衣装

## 料理
ペルピニャンの伝統料理はカタルーニャ料理とされる。オリーブ・オイルをかけて食す野菜と魚介のグリル、エスカリヴァーダ (Escalivada)、ポトフに似た伝統的な煮込み料理オジャーダ (Ollada)、パエーリャの一種リズ・ア・ラ・カタラーナ (Riz à la Catalane)、コリウールで水揚げされたアンチョビ、ヌガーなどがある。

## 産業
観光業以外では、ワインやオリーブ・オイル、コルクの生産が盛んである。他に羊毛製品、皮革製品が知られる。

## 交通

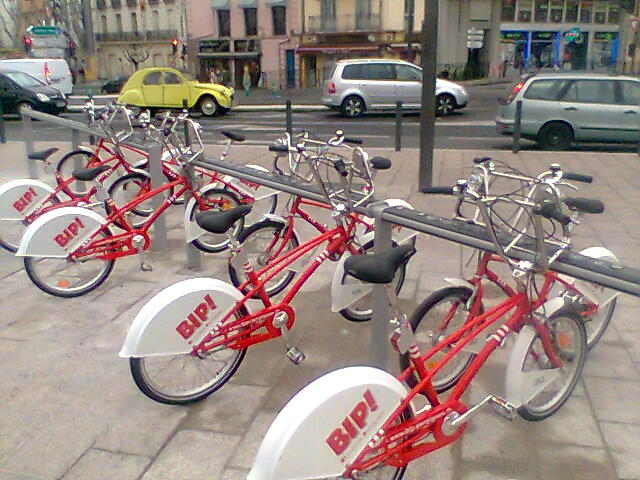
BIP!のロゴが目印の貸し自転車

- 鉄道 - フランス国鉄 (SNCF) のナルボンヌ＝ポルトボウ線とLGVペルピニャン-フィゲラス線が通る。市の後背地では、ピレネー山中のモン＝ルイへ向かうセルダーニュ線が通っている。TGVはパリ・リヨン駅およびリール・ユーロップ駅、シャルル・ド・ゴール空港第2TGV駅からの直通列車が設定されている。TERは、ナルボンヌ、カルカソンヌ、トゥールーズ、モンペリエ、マルセイユ方面の列車が発着する。
- 空港 - ペルピニャン＝リヴザルト空港
- 道路 - オトルートA9がナルボンヌからバルセロナへと通じている。
- 貸し自転車 - 2008年2月より、ペルピニャン市の施策により、150台の自転車を集めた15箇所の貸し自転車ステーションが設けられた。

## 環境対策
2009年4月に、周辺の23自治体とともに、2015年までに太陽光と風力発電で地域内の民生部門電力を全て自給する計画を発表した。フランス国内最長の日照時間と、ピレネー山脈に沿って流れる風を利用し、約7万平方メートルのソーラーパネル、3箇所の太陽光発電所、40基の風力発電機、公共施設の屋根を全面太陽光パネル化、廃熱利用施設を1か所整備することで、年間消費電力である毎時437ギガワットに対応した毎時440ギガワットの電力生産を目指す。

## スポーツ

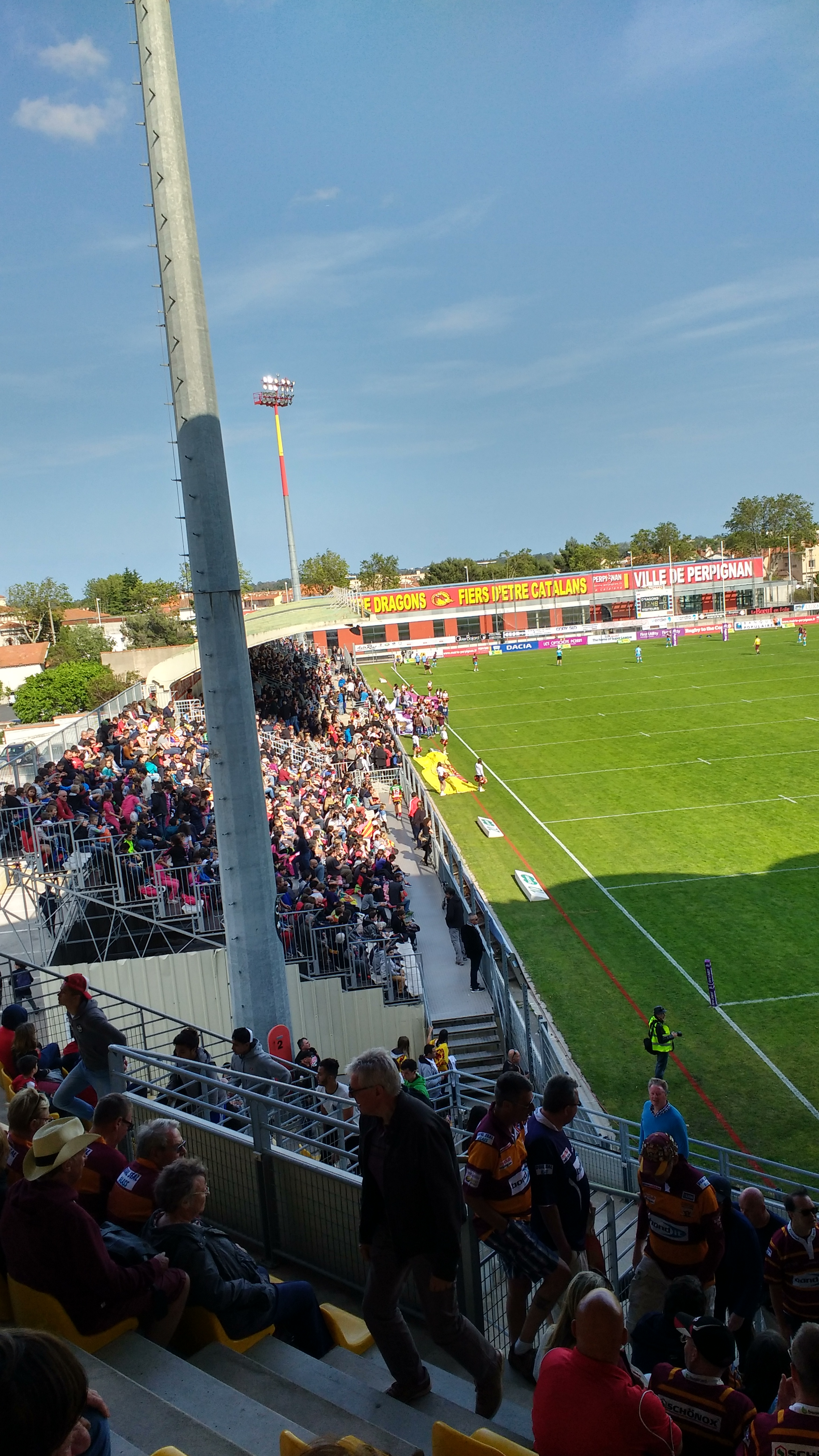
ラグビーリーグチーム、カタラン・ドラゴンズのスタッド・ジルベール・ブルテュー。

他のフランス南部と同様に、ペルピニャンはラグビーフットボールの地盤である。ラグビーユニオンチームUSAペルピニャンは欧州のトップクラブが集まるカップ戦の常連であり、2003年のハイネケンカップでは準優勝を果たした。フランスのトップ14では7度の優勝を数える。ペルピニャンを本拠地とするラグビーリーグクラブがカタラン・ドラゴンズという名称の下で北半球のスーパーリーグでプレーしている。ドラゴンズとイングランド北部のクラブとのペルピニャンでの試合はイギリスのラグビーファンに非常に人気であり、数千人が試合当日にペルピニャンに押し掛ける。彼らの多くはスペインのコスタ・ブラバからのバケーション中のラグビーファンで、家から直接来たファンがこれに加わる。

## 友好都市・姉妹都市
- ハノーファー、ドイツ
- ランカスター、イギリス
- レイクチャールズ、ルイジアナ州、アメリカ合衆国
- サラソータ、フロリダ州、アメリカ合衆国
- ティルス、レバノン
- ジローナ、スペイン
- バルセロナ、スペイン
- フィゲーラス、スペイン
- Ma'alot-Tarshiha、イスラエル
- タヴィラ、ポルトガル